# Charles Gumery
Charles-Alphonse-Achille Guméry (ur. 14 czerwca 1827 w Paryżu, zm. 19 stycznia 1871 tamże) – francuski rzeźbiarz.

## Życiorys
Urodził się w paryskiej dzielnicy Vaugirard w Paryżu. Jego ojciec był nauczycielem. Studiował rzeźbiarstwo na École des Beaux-Arts w Paryżu, gdzie był uczniem innego znanego rzeźbiarza Armanda Toussaint.
W 1850 roku otrzymał Prix de Rome, a w 1867 Legię Honorową.
Niektóre z jego prac zdobią Operę Garnier.
Zmarł w 1871 roku z powodu niedostatku podczas Komuny Paryskiej. Pochowany został na cmentarzu Montmartre, gdzie jego grób jest zwieńczony popiersiem, wykonanym przez rzeźbiarza Jeana Gautherina, jego ucznia.

## Galeria

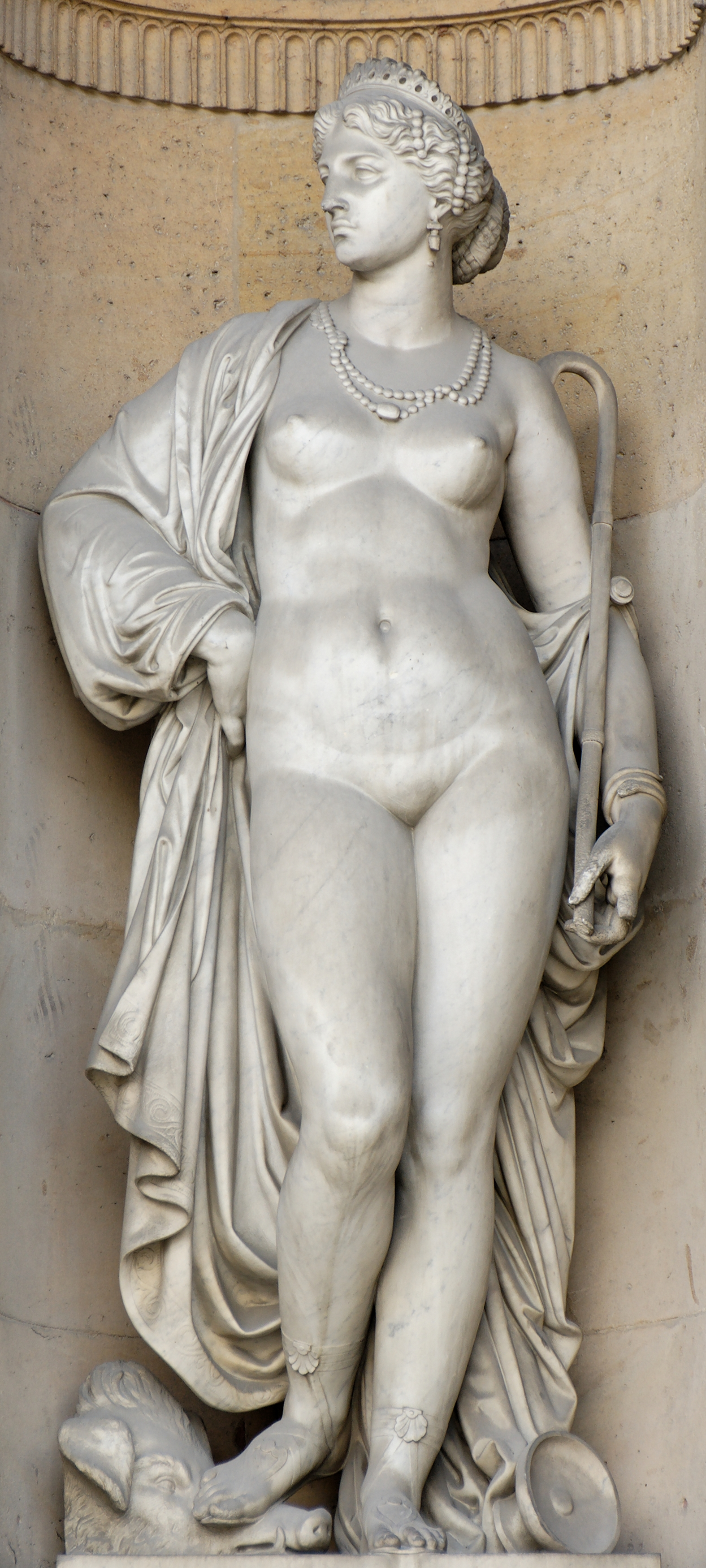
Kirke
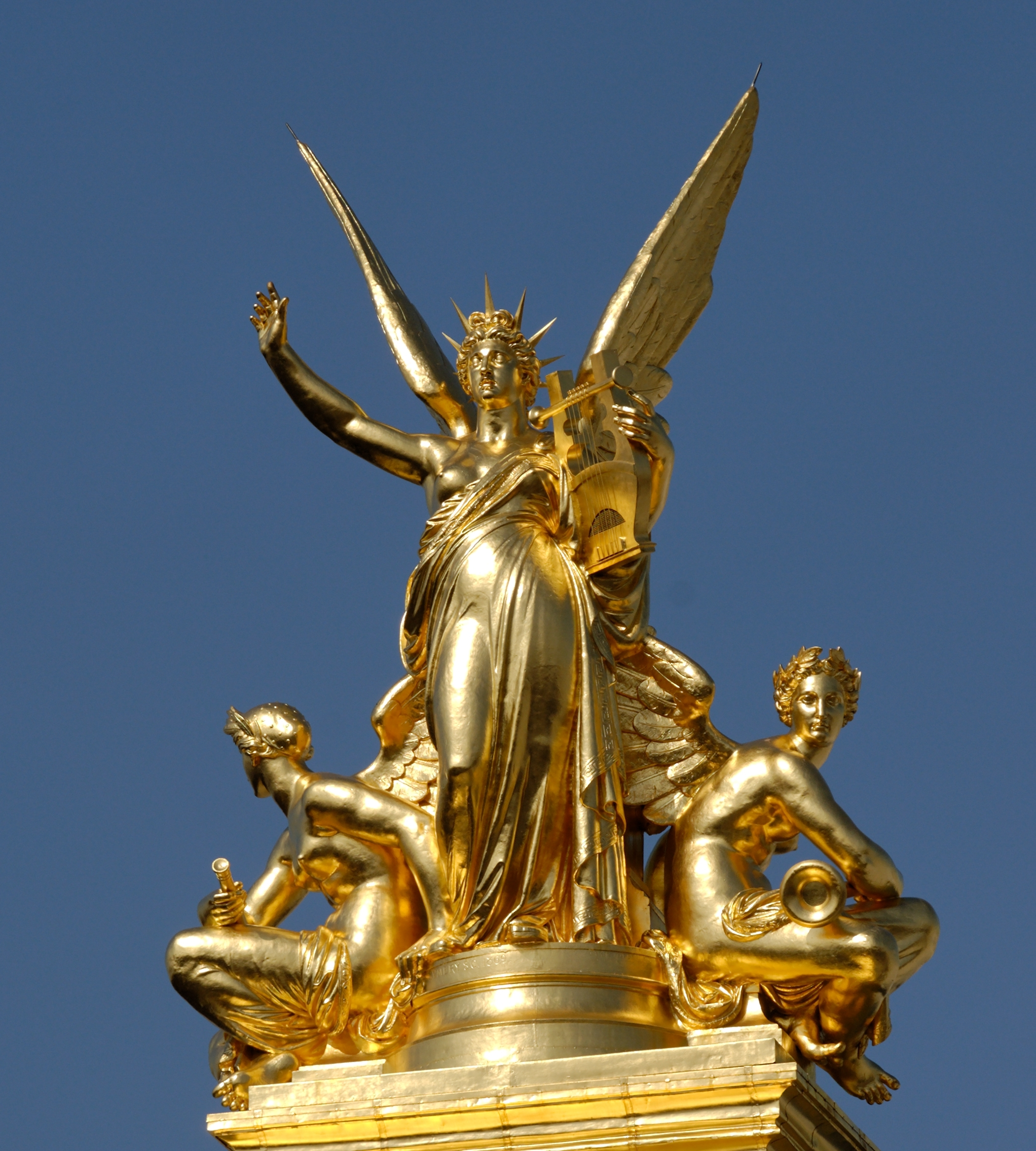
L'Harmonie (1869), Opéra Garnier
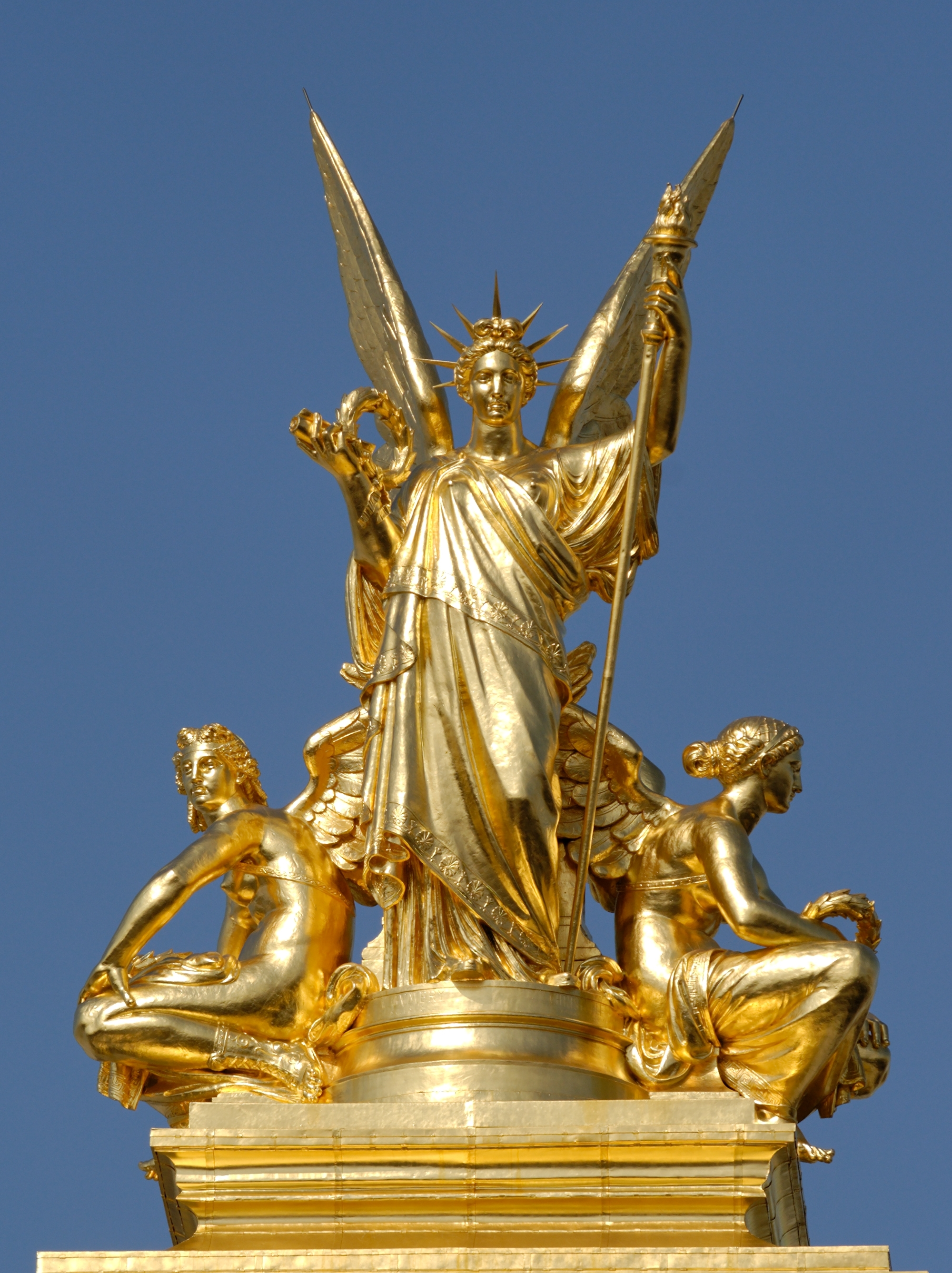
La Poésie
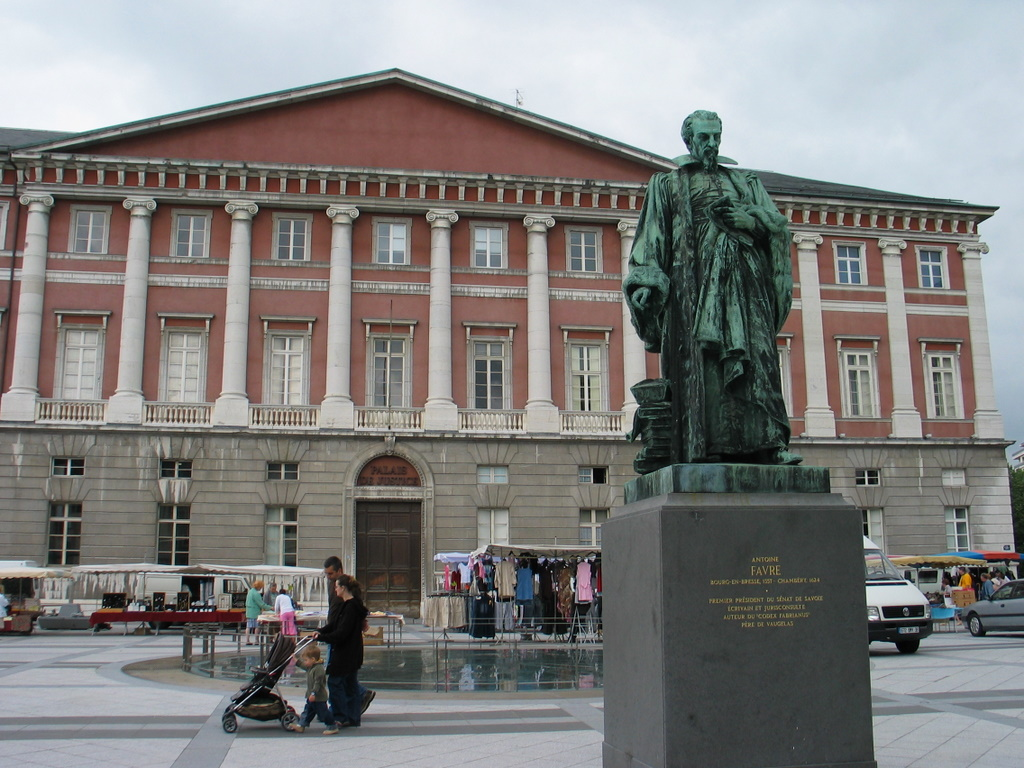
Antoine Favre
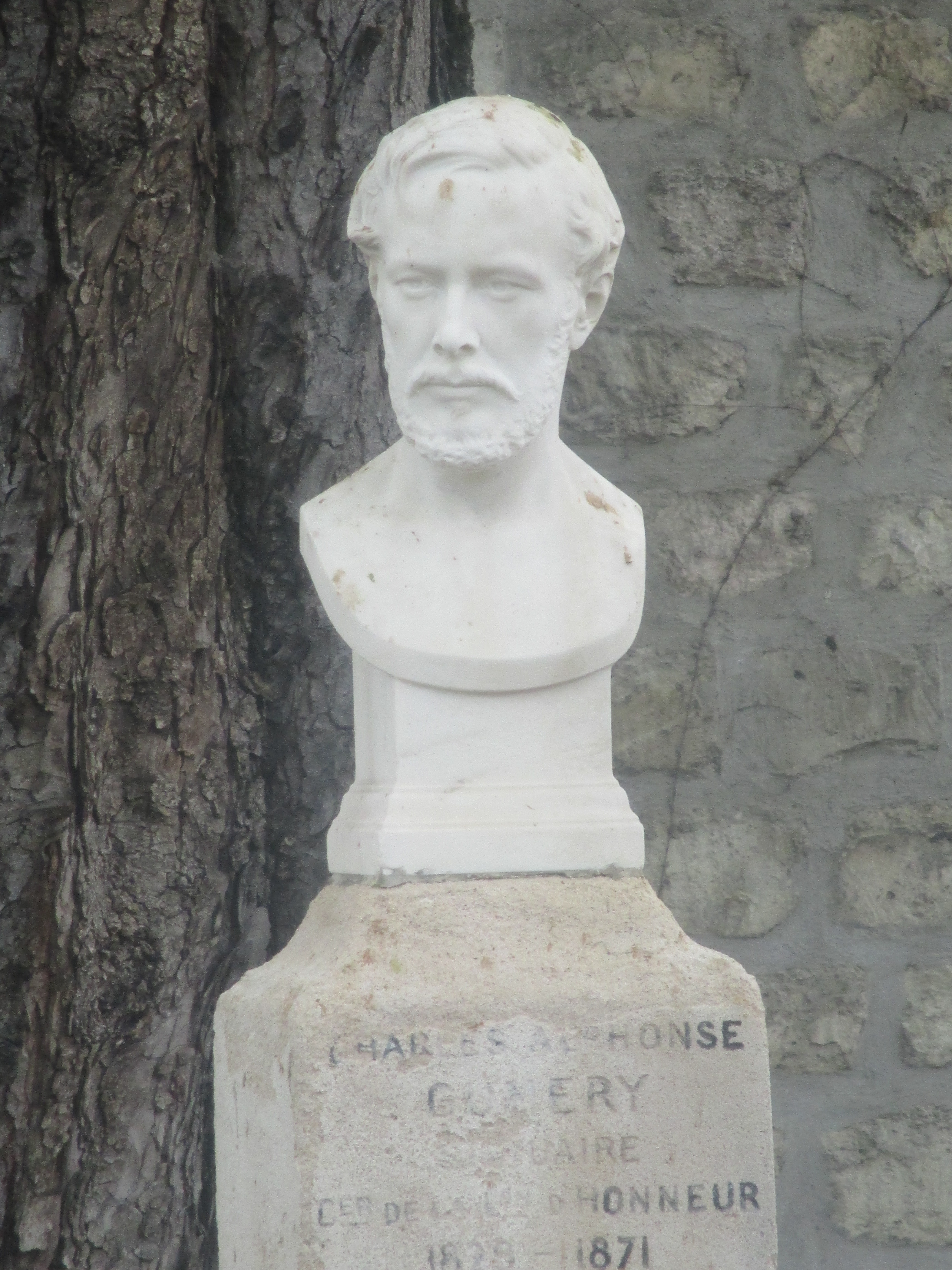
Popiersie Charlesa Gumery autorstwa Jeana Gautherina